# Marco Sandy
Marco Sandy (ur. 29 sierpnia 1971 w Cochabamba) – boliwijski piłkarz występujący na pozycji środkowego obrońcy. Uczestnik Mistrzostw Świata 1994.

## Kariera klubowa
Wychowanek stołecznego Club Bolívar. Opuścił klub w 1995 roku i podpisał kontrakt z Real Valladolid. Był to jego jedyny klub w Europie, zagrał 4 mecze i po zakończeniu sezonu wrócił do kraju. Znów znalazł zatrudnienie w La Paz. Kolejnym zespołem piłkarza była argentyńska Gimnasia. Po 2 latach wrócił do Boliwii. W sezonie 2001/2002 zagrał w meksykańskim Jaibos Tampico Madero. Nie zrobił furory i na ostatnie lata kariery powrócił do klubu, w którym zaczynał sportową przygodę.

### Sukcesy
- Liga de Fútbol Profesional Boliviano 7 razy:
  - Club Bolívar: 1991, 1992, 1994, 1997, 2002, 2004 (Apertura), 2005 (Adecuación), 2006 (Clausura)

## Reprezentacja
Marco Sandy rozegrał w reprezentacji Boliwii w ciągu 10 lat 93 spotkania i strzelił 6 bramek. Uczestniczył w Mundialu 1994, Copa América 1993, 1995, 1997, 1999 oraz 2001.

### Bilans
- 93 mecze i 6 goli
  - 25 zwycięstw
  - 29 remisów
  - 39 porażek
  - Bilans bramek: 90-118
  - 27 meczów towarzyskich
  - 33 eliminacje MŚ
  - 3 Mistrzostwa Świata
  - 17 Copa América
  - 13 inne turnieje[1]